# Tameer Tower A
La Tameer Commercial Tower A est un gratte-ciel résidentiel dont la construction a débuté en 2008. La tour appartient au complexe Tameer Towers qui comprend la Tameer Commercial Tower et les tours B, C, et D. Les tours Tameer sont situées dans un quartier d'Abou Dabi appelé Al Reem Island, une zone de développement nouvelle. L'ensemble du complexe sera caractérisé par un grand luxe et comportera entre autres des suites et des piscines. Néanmoins, la construction est en attente et la date de reprise des travaux n'a pas été communiquée.